# Samtgemeinde Bevern
Die Samtgemeinde Bevern ist eine Samtgemeinde im Süden des Landkreises Holzminden in Niedersachsen. In ihr haben sich vier Gemeinden zur Erledigung ihrer Verwaltungsgeschäfte zusammengeschlossen. Der Sitz der Verwaltung der Samtgemeinde befindet sich in Bevern.

## Geographie

### Geographische Lage
Bevern liegt an der Weser im Weserbergland, eingebettet von den Gebirgen Solling, Vogler und Ith.

### Samtgemeindegliederung

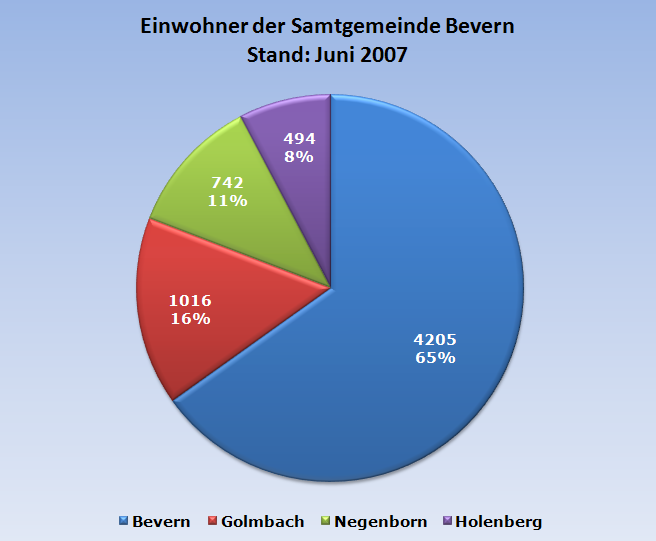
Einwohner in den Mitgliedsgemeinden der Samtgemeinde Bevern im Juni 2007

Die Samtgemeinde umfasst die Mitgliedsgemeinden Golmbach, Holenberg, Negenborn und den Flecken Bevern.

## Geschichte
Die Samtgemeinde wurde am 1. Januar 1973 gegründet. Zur weiteren Geschichte siehe unter den vier Mitgliedsgemeinden.
Im Dezember 1996 lebten 6.921 Einwohner in der Samtgemeinde.

### Postgeschichte

Historischer Poststempel von Bevern

Schon vor 1790 hatte Bevern seine Postanstalt. Es wird angenommen, dass sie bereits seit 1743, mit der Einrichtung der Fahrpost von Braunschweig nach Holzminden, eingerichtet wurde. Briefe aus dieser Zeit haben einen handschriftlichen Ortsvermerk.
Die spätere Post-Expedition Bevern bestand auch in der Zeit des Königreichs Westphalen. Aus dieser Zeit, etwa ab 1812, ist der Einzeilige Ortsstempel „Bevern“ bekannt.
Nach der Vertreibung der Franzosen ging es, mit der nunmehr braunschweigischen Post, mit gleichem Stempel weiter. Seit 1836 wurde handschriftlich das Datum in Ziffern nachgetragen. Im Jahre 1833 wird eine Postwärterei für Bevern angegeben. 1852 starb der Postwärter Friedrich Mönkemeyer (1833–1850) sein Nachfolger wurde Werkmeister August Uhden als Postexpedient (1850–1873), wie das General-Circular der Post berichtet. 1852 erhielt die Post in Bevern also den Rang einer Post-Expedition. 1854 erhielt Bevern einen zweizeiligen Rechteckstempel. Seit 1856 sind die Briefmarken zusätzlich mit dem Rostgitterstempel „3“ entwertet worden.
Die Reichspost nannte die Post-Expedition im Jahre 1870 eine Post-Expedition II. Classe und wandelte sie 1874 in eine Post-Agentur um. Postagent war immer noch bis 1879 August Uhden, oder war das inzwischen der Sohn?. Ihm folgte Hugo Uhden bis 1892 und Albert Stuckenberg. Einige umliegenden Ortschaften wurden durch den Landbriefträger versorgt. Landbriefträgern waren: Warnecke(1869–1879), Heinrich Jäger (1874–1891), Hartung (1893), August Wächter (1895–1898), August Piepenschneider (1899–1902); Heinrich Steding (1902–1908), Ernst Kippenberg (1909–1915), Gustav, Wilhelm (1909–1913), August Preuß, (1916). Zudem hat es Bevern, neben der Postagentur, eine Pferdestation gegeben. Posthalter waren Hartung (1892), Friedrich Fischer bis 1895 und Heinrich Steding bis 1899, mehr war aus den Adressbüchern nicht zu entnehmen.

## Religionen
Von der Bevölkerung der Samtgemeinde sind
- 59 % evangelisch,
- 10 % katholisch und
- 31 % gehören einer anderen oder keiner Religionsgemeinschaft an.

## Politik

### Samtgemeinderat
Der Rat der Samtgemeinde Bevern besteht aus 16 Ratsfrauen und Ratsherren. Dies ist die festgelegte Anzahl für eine Gemeinde mit einer Einwohnerzahl zwischen 5.001 und 6.000 Einwohnern. Die Ratsmitglieder werden durch eine Kommunalwahl für jeweils fünf Jahre gewählt. Die aktuelle Amtszeit begann am 1. November 2021 und endet am 31. Oktober 2026.
Stimmberechtigt im Samtgemeinderat ist außerdem der hauptamtliche Samtgemeindebürgermeister.
Die letzte Kommunalwahl am 12. September 2021 ergab das folgende Sitzverteilung:
| Samtgemeinderat 2021Insgesamt 16 Sitze - SPD: 5 - Grüne: 1 - parteilos: 1 - FDP: 5 - UWG: 1 - CDU: 3 |

### Samtgemeindebürgermeister
Hauptamtlicher Samtgemeindebürgermeister der Samtgemeinde Bevern ist Thomas Junker (CDU). Bei der Stichwahl am 16. Juni 2019 wurde er mit 56,61 % der Stimmen gewählt. Seine Amtszeit geht bis zum 31. Oktober 2026. Sein Gegenkandidat Burkhard Dörrier (FDP) erhielt 43,39 % der Stimmen. Die Wahlbeteiligung lag bei 50,88 %. Junker trat sein Amt am 1. November 2019 an und löste den bisherigen Amtsinhaber Harald Stock ab, der nicht mehr kandidiert hatte.
ehemalige Bürgermeister
Das Amt des Samtgemeindebürgermeisters wurde bis 2003 ehrenamtlich, seitdem hauptamtlich versehen.
- 2011–2019:  Harald Stock
- 2003–2011:  Günter Schlag
- 2001–2003:  Hans-Heinrich Sander
- 1996–2001:  Karl Mahlmann
- 1986–1996:  Reinhold Schultert
- 1981–1986:  Erich Sander/Georg Tanzmann
- 1973–1981:  Reinhold Schultert

ehemalige Samtgemeindedirektoren
- 1975–2001: Friedrich Dörnemann (SPD)

### Gemeinderäte
Die vier Mitgliedsgemeinden der Samtgemeinde Bevern werden jeweils durch einen Gemeinderat vertreten. Bei der Kommunalwahl 2021 ergaben sich folgende Sitzverteilungen:
| Gemeinde  | SPD | FDP | CDU | Grüne | 0WG | 0∑ |
| --------- | --- | --- | --- | ----- | --- | -- |
| Bevern    | 4   | 6   | 4   | 1     | -   | 15 |
| Golmbach  | 3   | 2   | 1   | 1     | 2*  | 9  |
| Holenberg | 3   | 1   | 3   | -     | -   | 7  |
| Negenborn | 5   | 2   | 1   | 1     | -   | 9  |
| ∑         | 15  | 11  | 9   | 3     | 2   | 40 |

*Unabh. Wgem. Golmbach

### Wappen
Das Wappen der Samtgemeinde Bevern zeigt, geteilt von Grün und Rot durch ein blaues Wellenband, oben ein goldenes Renaissance-Schloss, unten zweimal durch zwei schwarze Stäbe, die die Pfahlstelle bordieren gestalten, rechts einen silbernen Quellbrunnen, in der Mitte drei goldenen Kegel (2:1), links einen silbernen gemauerten Brunnen mit Eimer.

### Flagge
Die Flagge der Samtgemeinde hat die Farben grün-rot und zeigt das Wappen der Samtgemeinde.

## Kultur und Sehenswürdigkeiten
- Weserrenaissance-Schloss in Bevern
- Turm der ehemals Preußischen Telegrafenlinie Berlin–Koblenz auf dem Burgberg

## Wirtschaft und Infrastruktur
Mittels Bürgerantrag wurde in Bevern erstmals ein Arbeitskreis „Strategische Planung“ mit dem Ziel eines durch Bürger gestützten Entwicklungskonzeptes initiiert. Arbeitsgrundlage hierfür ist die bewährte Strategielehre „Engpasskonzentrierte Strategie“. Bevern wird damit Pilotprojekt für eine systematische lokale Entwicklung im Wirtschaftsraum Holzminden.